# Deschampsia robusta
Deschampsia robusta é uma espécie de gramíneas da família Poaceae.
Apenas pode ser encontrada em Santa Helena (território).